# Genil

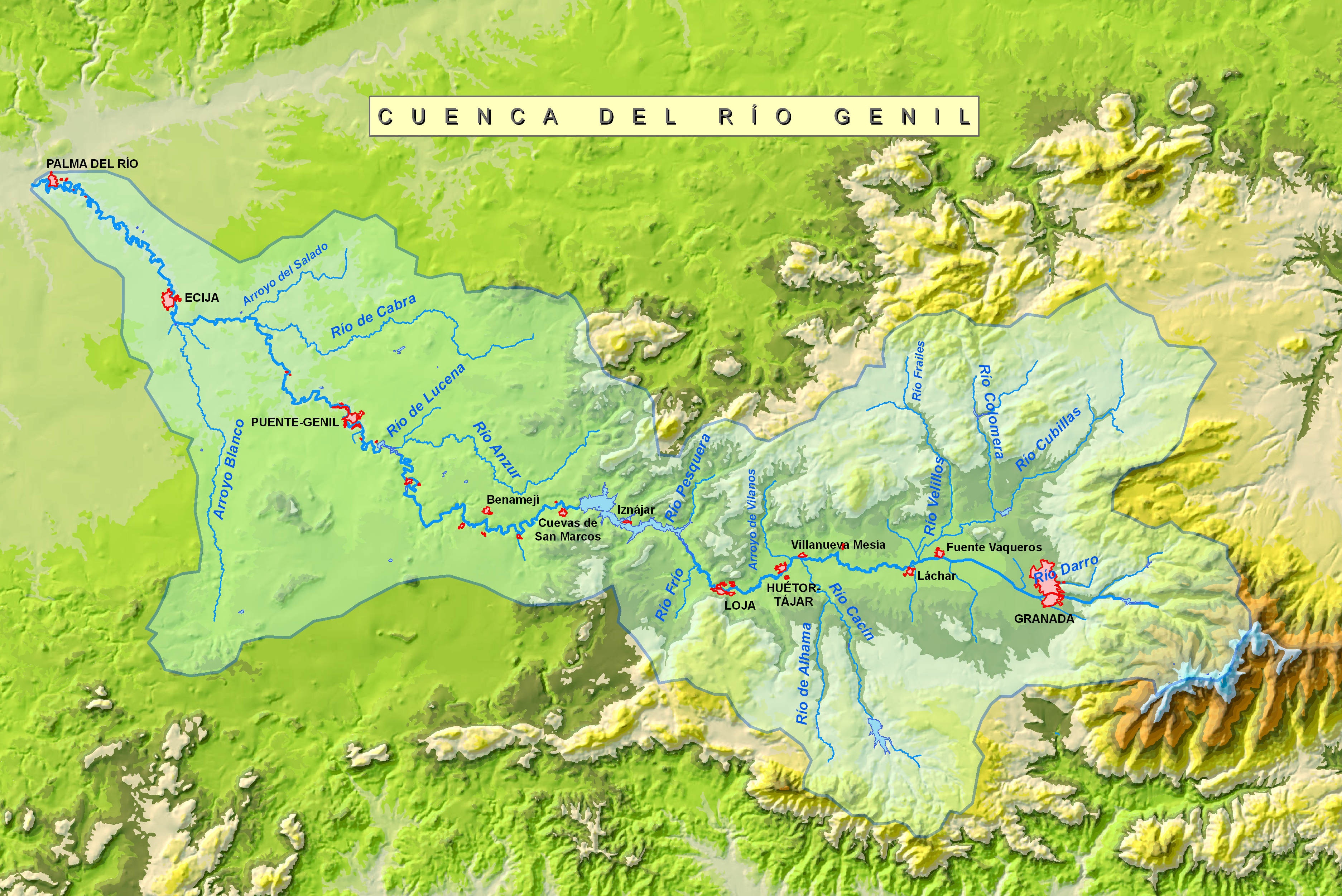
Einzugsgebiet (cuenca) des Río Genil

Der Río Genil ist mit seinen ca. 358 km Länge der wichtigste südliche Nebenfluss des Guadalquivir und ist nach diesem der zweitlängste Fluss Andalusiens. Er durchfließt Teile der Provinzen Granada, Córdoba und Sevilla.

## Verlauf
Der Río Genil entsteht durch den Zusammenfluss des Río Real und des Río Guarnón auf ca. 1480 m Höhe an der Nordflanke der Sierra Nevada in der Provinz Granada und entwässert ein Gebiet von ca. 8278 km². Der Río Genil fließt zumeist in westlicher, später dann in nordwestlicher Richtung durch die Städte Granada, Loja, Puente Genil und Écija und  mündet schließlich ca. 3 km westlich von Palma del Río in den Guadalquivir.

## Stauseen
Der Río Genil wird dreimal gestaut:
- Embalse de Canales (ca. 70 hm³)
- Embalse de Iznájar (ca. 980 hm³)
- Embalse de Cordobilla (ca. 34 hm³)

## Wichtigste Nebenflüsse
- Cubillas
- Cacín
- Darro

## Nutzung
Während am Oberlauf des Río Genil noch Freizeitaktivitäten (v. a. Wandern und Kanufahren) möglich sind, ist der Mittellauf durch ständige Wasserentnahmen für Bewässerungszwecke von der zeitweisen Austrocknung bedroht.